# Фернан дьо Лангъл дьо Кари
Фернан дьо Лангъл дьо Кари (на френски: Fernand de Langle de Cary) е френски генерал от Първата световна война. Начело е на IV армия.

## Първата световна война

### Команди
При избухването на Първата световна война през август 1914 г. Дьо Лангъл дьо Кари е поставен начело на Четвърта армия. В съгласие с генерал Пиер Рюфе и неговата Трета армия и генерал Шарл Ланрезак и неговата Пета армия той получава заповед от Жозеф Жофър да атакува приближаващите германци, настъпващи на юг през трудния терен на Ардените. Те са силно превъзхождани от германците и понасят много тежки загуби в битката при Ардените, но успяват да се оттеглят и да формират отбранителна линия, достатъчно силна, за да спре германската контраофанзива. За разлика от генералите Рюфе и Ланрезак, Лангъл дьо Кари не е освободен от командването си. Той продължава да ръководи Четвърта армия (въпреки че силата ѝ е значително намалена в полза на новосъздадената Шеста армия на Фердинан Фош) в операциите на Марн и Ен и в окопната война през 1915 г. Той командва френските сили във Втората битка при Шампан, друга неуспешна и скъпа френска офанзива, наредена от Жофър.

### Вината за Вердюн и принудителното пенсиониране
Независимо от това Дьо Лангъл дьо Кари заменя Едуар дьо Кюриер дьо Кастелно като командир на Централната армейска група през декември 1915 г., когато Кастелно е повишен до заместник-командващ на Жофър. В това си качество Дьо Лангъл дьо Кари става отговорен, наред с други задължения, за надзор на отбранителната готовност на Вердюн. Германската атака избухва над Вердюн през февруари 1916 г. и опасенията, които той изразява по-рано относно условията там, се оказват твърде основателни, поради което командването на армията е радикално реорганизирано от Жофър, който иска по-агресивни командири, а Лангъл е заменен от Филип Петен, официално въз основа на възрастта си, 66 (официалната възраст за пенсиониране е 65). Командвал е само два месеца.
Румъния влиза във войната на страната на съюзниците през август 1916 г. Дьо Лангъл дьо Кари е първият избор на Жофър да оглави френската военна мисия там, но предложението е отхвърлено от френския министър-съветник Шарл дьо Сент Олер. Вместо него е назначен Анри Бертло.
Дьо Лангъл дьо Кари е пенсиониран (премахнат от активния списък на офицерите) през следващата година. Умира на 19 февруари 1927 г.
|  | Тази страница частично или изцяло представлява превод на страницата Fernand de Langle de Cary в Уикипедия на английски. Оригиналният текст, както и този превод, са защитени от Лиценза „Криейтив Комънс – Признание – Споделяне на споделеното“, а за съдържание, създадено преди юни 2009 година – от Лиценза за свободна документация на ГНУ. Прегледайте историята на редакциите на оригиналната страница, както и на преводната страница, за да видите списъка на съавторите. ВАЖНО: Този шаблон се отнася единствено до авторските права върху съдържанието на статията. Добавянето му не отменя изискването да се посочват конкретни източници на твърденията, които да бъдат благонадеждни. |